# Ilama (ort)
Ilama är en ort i Honduras.   Den ligger i departementet Departamento de Santa Bárbara, i den västra delen av landet, 150 km nordväst om huvudstaden Tegucigalpa. Ilama ligger 262 meter över havet och antalet invånare är 1 811.
Terrängen runt Ilama är kuperad. Runt Ilama är det ganska glesbefolkat, med 32 invånare per kvadratkilometer. Närmaste större samhälle är Santa Bárbara, 16,5 km söder om Ilama.  